# Jacqueline McGlade
prof. Jacqueline Myriam McGlade (* 31. května 1955) je kanadská mořská bioložka a environmentální informatička narozená ve Velké Británii.[zdroj?]
Působila jako profesorka environmentální informatiky na University College London. V letech 2003 až 2013 byla výkonnou ředitelkou Evropské agentury pro životní prostředí.